# Tympanogaster weiri
Tympanogaster weiri är en skalbaggsart som beskrevs av Perkins 2006. Tympanogaster weiri ingår i släktet Tympanogaster och familjen vattenbrynsbaggar. Inga underarter finns listade i Catalogue of Life.